# Xurabil ibne Haçana
Xurabil ibne Haçana (Xurahbil ibn Hasanah; 583 — 639)), Xarjel ibne Haçana (Sharjeel ibn Hasana) foi um companheiro de Maomé (Sahaba) e um destacado comandante do exército do Califado Ortodoxo, que serviu durante os reinados dos califas Abacar e Omar.
Foi o comandante no terreno de um dos quatro exércitos invasores durante a conquista muçulmana da Síria ao Império Bizantino, a primeira grande campanha das guerras bizantino-árabes. Xurabil tinha como missão conquistar a Jordânia ou o vale do Jordão. Os outros exércitos eram comandados por Anre ibne Alas, Iázide ibne Abu Sufiane e Abu Ubaidá ibne Aljarrá. Uma das conquistas de Xurabil foi a cidade de Tiberíades (em árabe: Tabaria).
Xurabil ibne Haçana serviu na Síria de 634 até à sua morte em 639, causada por peste.